# Psychotria paradichroa
Psychotria paradichroa är en måreväxtart som beskrevs av Charlotte M. Taylor. Psychotria paradichroa ingår i släktet Psychotria och familjen måreväxter. Inga underarter finns listade i Catalogue of Life.